# Пинчук, Тимофей Зиновьевич
Тимофей Зиновьевич Пинчук (1919—1945) — Гвардии подполковник Рабоче-крестьянской Красной Армии, участник Великой Отечественной войны, Герой Советского Союза (1946).

## Биография
Тимофей Пинчук родился 21 февраля 1919 года в селе Копти (ныне — Козелецкий район Черниговской области Украины). Окончил три курса фармацевтического института. В 1939 году Пинчук был призван на службу в Рабоче-крестьянскую Красную Армию. Окончил военно-автомобильное училище. С начала Великой Отечественной войны — на её фронтах.
К марту 1945 года гвардии подполковник Тимофей Пинчук был заместителем командира 23-го гвардейского танкового полка, (4-й гвардейской механизированной бригады, 2-го гвардейского механизированного корпуса, 6-й гвардейской танковой армии, 2-го Украинского фронта). Отличился во время освобождения Венгрии и Чехословакии. 19 марта 1945 года Пинчук в числе первых вошёл в венгерский город Тата и принял активное участие в боях за его освобождение. 25 апреля 1945 года он погиб в бою под городом Брно. Похоронен на площади в чешском селе Клобука.

## Награды
Указом Президиума Верховного Совета СССР от 15 мая 1946 года за «мужество и героизм, проявленные в боях на реке Дунай и на подступах к городу Брно» гвардии подполковник Тимофей Пинчук посмертно был удостоен высокого звания Героя Советского Союза. Также был награждён орденами Ленина и Отечественной войны 1-й степени, рядом медалей.

## Память
В честь Пинчука названа школа и установлен обелиск в его родном селе.